# Soulaire-et-Bourg
Soulaire-et-Bourg est une commune française située dans le département de Maine-et-Loire, en région Pays de la Loire.

## Géographie

### Localisation
Commune angevine de la partie orientale du Segréen, Soulaire-et-Bourg se situe au nord-est de Feneu et à 12 km au nord d'Angers, sur les routes D 107, Écuillé / Cantenay-Épinard, et D 109, Briollay.
La commune est constituée de deux villages : Soulaire au sud et Bourg au nord.
Elle est proche du val de Sarthe, au niveau du village voisin de Cheffes. Soulaire-et-Bourg se situe sur les unités paysagères des plateaux du Haut Anjou et des Basses Vallées angevines.

### Climat
Pour des articles plus généraux, voir Climat des Pays de la Loire et Climat de Maine-et-Loire.
En 2010, le climat de la commune est de type climat océanique altéré, selon une étude du CNRS s'appuyant sur une série de données couvrant la période 1971-2000. En 2020, Météo-France publie une typologie des climats de la France métropolitaine dans laquelle la commune est exposée à un climat océanique et est dans la région climatique Moyenne vallée de la Loire, caractérisée par une bonne insolation (1 850 h/an) et un été peu pluvieux.
Pour la période 1971-2000, la température annuelle moyenne est de 11,8 °C, avec une amplitude thermique annuelle de 14,1 °C. Le cumul annuel moyen de précipitations est de 674 mm, avec 11,3 jours de précipitations en janvier et 6,1 jours en juillet. Pour la période 1991-2020, la température moyenne annuelle observée sur la station météorologique de Météo-France la plus proche, sur la commune de Montreuil-sur-Loir à 12 km à vol d'oiseau, est de 12,3 °C et le cumul annuel moyen de précipitations est de 697,3 mm,. Pour l'avenir, les paramètres climatiques de la commune estimés pour 2050 selon différents scénarios d'émission de gaz à effet de serre sont consultables sur un site dédié publié par Météo-France en novembre 2022.

## Urbanisme

### Typologie
Au 1er janvier 2024, Soulaire-et-Bourg est catégorisée commune rurale à habitat dispersé, selon la nouvelle grille communale de densité à sept niveaux définie par l'Insee en 2022.
Elle est située hors unité urbaine. Par ailleurs la commune fait partie de l'aire d'attraction d'Angers, dont elle est une commune de la couronne,. Cette aire, qui regroupe 81 communes, est catégorisée dans les aires de 200 000 à moins de 700 000 habitants,.

### Occupation des sols
L'occupation des sols de la commune, telle qu'elle ressort de la base de données européenne d’occupation biophysique des sols Corine Land Cover (CLC), est marquée par l'importance des territoires agricoles (93,6 % en 2018), en diminution par rapport à 1990 (97 %). La répartition détaillée en 2018 est la suivante : 
prairies (56,9 %), zones agricoles hétérogènes (31,1 %), terres arables (5,7 %), zones urbanisées (4,4 %), espaces verts artificialisés, non agricoles (2 %). L'évolution de l’occupation des sols de la commune et de ses infrastructures peut être observée sur les différentes représentations cartographiques du territoire : la carte de Cassini (XVIIIe siècle), la carte d'état-major (1820-1866) et les cartes ou photos aériennes de l'IGN pour la période actuelle (1950 à aujourd'hui).

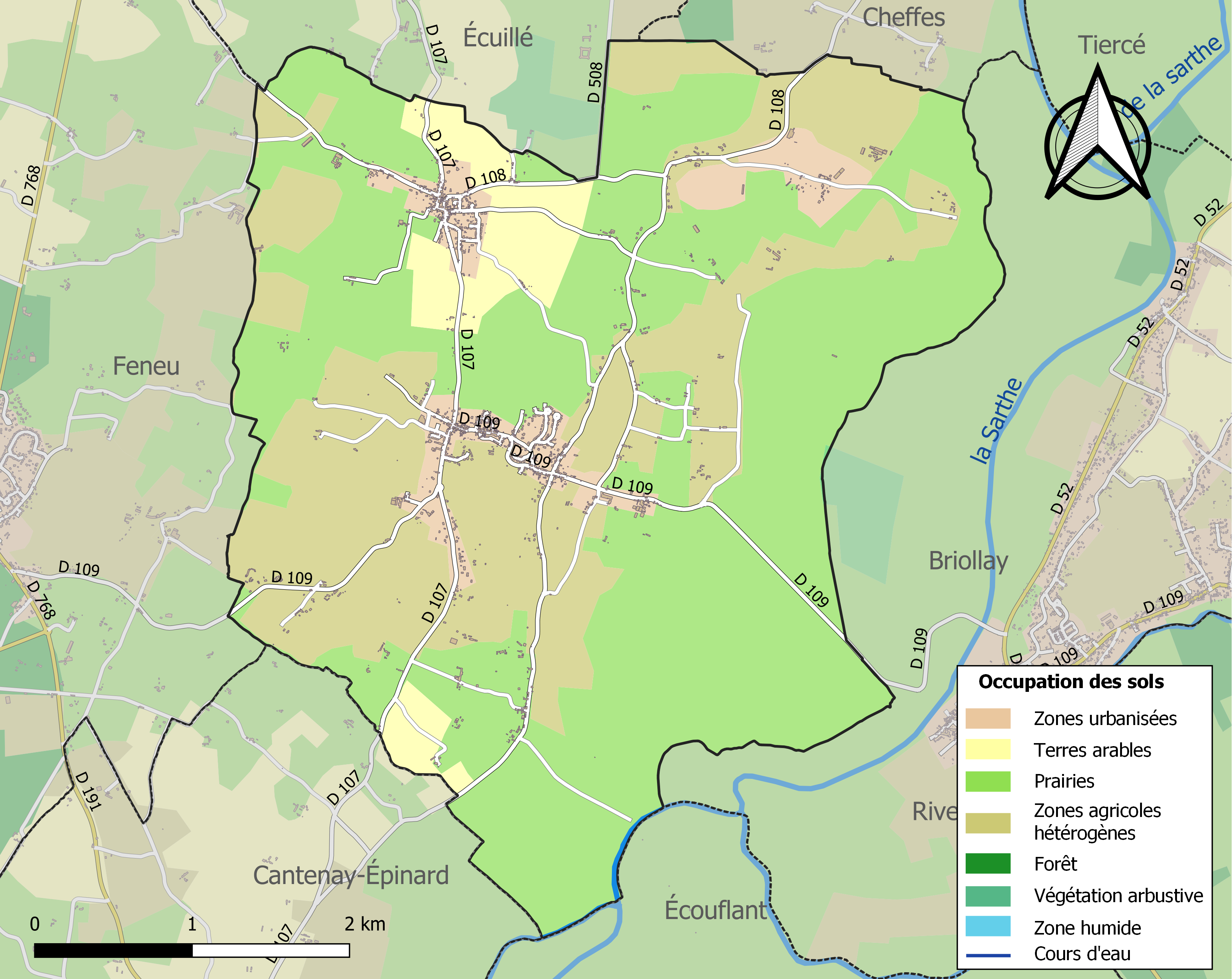
Carte des infrastructures et de l'occupation des sols de la commune en 2018 (CLC).

## Histoire
Au Moyen Âge, le fief du prieuré de Briollay comprend celui de Saint-Marcel (paroisse de Briollay), le fief de la Bouchetière en Étriché, le fief de Bretignolles (paroisse de Bauné), le fief de Noyant (paroisse de Soulaire), et quelques autres bâtiments comme des fermes à Tiercé.
La commune est formée à la Révolution de la réunion des deux paroisses de Soulaire et de Bourg.

## Politique et administration

### Administration municipale
| Période                                  | Période                                        | Identité                             | Étiquette | Qualité                              |
| ---------------------------------------- | ---------------------------------------------- | ------------------------------------ | --------- | ------------------------------------ |
| 1789                                     | 1790                                           | Pierre Richou                        |           |                                      |
| 1791                                     | 1796                                           | Étienne Crochet                      |           |                                      |
| 1796                                     | 2 fructidor an VIII (20 août 1800) (démission) | Michel-Jean Parage                   |           |                                      |
| an VIII                                  | an XII                                         | Pierre Duveau                        |           |                                      |
| 12 pluviôse an XII (2 février 1804)      | 1823 (décès)                                   | Michel-Jean Laboureau des Bretesches |           |                                      |
| 23 avril 1823                            |                                                | Urbain Cadeau                        |           |                                      |
| 28 mai 1832                              | 28 juin 1839 (démission)                       | Jacques Roseray                      |           |                                      |
| 1839                                     | 4 novembre 1843 (démission)                    | Augustin Pineau                      |           |                                      |
| 20 novembre 1843                         |                                                | Urbain Cadeau                        |           |                                      |
| 31 octobre 1848                          |                                                | François Rozeray                     |           |                                      |
| juillet 1852                             | 18 novembre 1853 (décès)                       | Mathurin Frétier                     |           |                                      |
| 29 novembre 1853                         |                                                | Julien Gourdon                       |           |                                      |
| 1870                                     |                                                | François Rozeray                     |           |                                      |
| 1882                                     |                                                | Antoine Cadeau                       |           |                                      |
| juin 1882                                | 3 septembre 1983 (décès)                       | Joseph Lebreton                      |           |                                      |
| 1883                                     | octobre 1884 (démission)                       | Julien Gourdon                       |           |                                      |
| novembre 1884                            |                                                | Jean Pineau-Moulin                   |           |                                      |
| 3 janvier 1911                           |                                                | François de Villoutreys              |           |                                      |
| 1925                                     |                                                | Jean Héry                            |           |                                      |
| 1942                                     |                                                | Alexis André                         |           |                                      |
| 1957                                     |                                                | Jacques Roy                          |           |                                      |
| mars 1971                                | 1983                                           | Jacques Huet                         |           |                                      |
| mars 1983                                | 1995                                           | Jean-Yves Justeau                    | DVD       |                                      |
| juin 1995                                | 2008                                           | Gérard Renaud                        | DVD       |                                      |
| mars 2008                                | mars 2014                                      | Alain Baulu                          |           |                                      |
| mars 2014                                | En cours (au 26 mai 2020)                      | Jean-François Raimbault,             | DVD       | Conseiller départemental depuis 2021 |
| Les données manquantes sont à compléter. |                                                |                                      |           |                                      |

### Intercommunalité
La commune est intégrée à la communauté d'agglomération d'Angers Loire Métropole, elle-même membre du syndicat mixte Pays Loire-Angers.

## Population et société

### Démographie

#### Évolution démographique
L'évolution du nombre d'habitants est connue à travers les recensements de la population effectués dans la commune depuis 1793. Pour les communes de moins de 10 000 habitants, une enquête de recensement portant sur toute la population est réalisée tous les cinq ans, les populations de référence des années intermédiaires étant quant à elles estimées par interpolation ou extrapolation. Pour la commune, le premier recensement exhaustif entrant dans le cadre du nouveau dispositif a été réalisé en 2005.

En 2022, la commune comptait 1 477 habitants, en évolution de −0,47 % par rapport à 2016 (Maine-et-Loire : +2,12 %, France hors Mayotte : +2,11 %).
| 1793  | 1800 | 1806  | 1821  | 1831  | 1836  | 1841  | 1846  | 1851  |
| ----- | ---- | ----- | ----- | ----- | ----- | ----- | ----- | ----- |
| 1 064 | 797  | 1 260 | 1 279 | 1 199 | 1 239 | 1 283 | 1 216 | 1 219 |

| 1856  | 1861  | 1866  | 1872  | 1876  | 1881  | 1886  | 1891  | 1896 |
| ----- | ----- | ----- | ----- | ----- | ----- | ----- | ----- | ---- |
| 1 221 | 1 206 | 1 196 | 1 146 | 1 110 | 1 069 | 1 043 | 1 073 | 994  |

| 1901 | 1906 | 1911 | 1921 | 1926 | 1931 | 1936 | 1946 | 1954 |
| ---- | ---- | ---- | ---- | ---- | ---- | ---- | ---- | ---- |
| 979  | 931  | 941  | 806  | 828  | 772  | 742  | 699  | 666  |

| 1962 | 1968 | 1975 | 1982  | 1990  | 1999  | 2005  | 2006  | 2010  |
| ---- | ---- | ---- | ----- | ----- | ----- | ----- | ----- | ----- |
| 744  | 746  | 792  | 1 046 | 1 063 | 1 189 | 1 348 | 1 346 | 1 408 |

| 2015  | 2020  | 2022  | - | - | - | - | - | - |
| ----- | ----- | ----- | - | - | - | - | - | - |
| 1 480 | 1 491 | 1 477 | - | - | - | - | - | - |

#### Pyramide des âges
La population de la commune est relativement jeune.
En 2018, le taux de personnes d'un âge inférieur à 30 ans s'élève à 36,0 %, soit en dessous de la moyenne départementale (37,2 %). À l'inverse, le taux de personnes d'âge supérieur à 60 ans est de 21,5 % la même année, alors qu'il est de 25,6 % au niveau départemental.
En 2018, la commune compte 762 hommes pour 732 femmes, soit un taux de 51 % d'hommes, largement supérieur au taux départemental (48,63 %).
Les pyramides des âges de la commune et du département s'établissent comme suit.
| Hommes | Classe d’âge | Femmes |
| ------ | ------------ | ------ |
| 0,0    | 90 ou +      | 0,4    |
| 4,3    | 75-89 ans    | 5,2    |
| 16,7   | 60-74 ans    | 16,3   |
| 24,3   | 45-59 ans    | 22,4   |
| 18,3   | 30-44 ans    | 20,1   |
| 14,5   | 15-29 ans    | 14,6   |
| 21,8   | 0-14 ans     | 20,9   |

| Hommes | Classe d’âge | Femmes |
| ------ | ------------ | ------ |
| 0,9    | 90 ou +      | 2,1    |
| 7      | 75-89 ans    | 9,5    |
| 16,2   | 60-74 ans    | 16,9   |
| 19,4   | 45-59 ans    | 18,7   |
| 18,2   | 30-44 ans    | 17,5   |
| 18,8   | 15-29 ans    | 17,6   |
| 19,5   | 0-14 ans     | 17,6   |

## Économie
Sur 75 établissements présents sur la commune à fin 2010, 29 % relèvent du secteur de l'agriculture (pour une moyenne de 17 % sur le département), 4 % du secteur de l'industrie, 17 % du secteur de la construction, 41 % de celui du commerce et des services et 8 % du secteur de l'administration et de la santé. Fin 2015, sur les 77 établissements actifs, 13 % relèvent du secteur de l'agriculture (pour 11 % sur le département), 8 % du secteur de l'industrie, 18 % du secteur de la construction, 49 % de celui du commerce et des services et 12 % du secteur de l'administration et de la santé.

## Culture locale et patrimoine

### Lieux et monuments
- Château du Bois.
- Château de la Rousselière.
- Église Saint-Martin-de-Vertou de Bourg et cimetière.
- Église Saint-Martin de Soulaire et cimetière.